# Brouniphylax
Brouniphylax es un género de coleóptero de la familia Ulodidae.

## Especies
Las especies de este género son:
- Brouniphylax binodosus
- Brouniphylax exiquus
- Brouniphylax squamiger
- Brouniphylax sternalis
- Brouniphylax varius